# STS-62-A

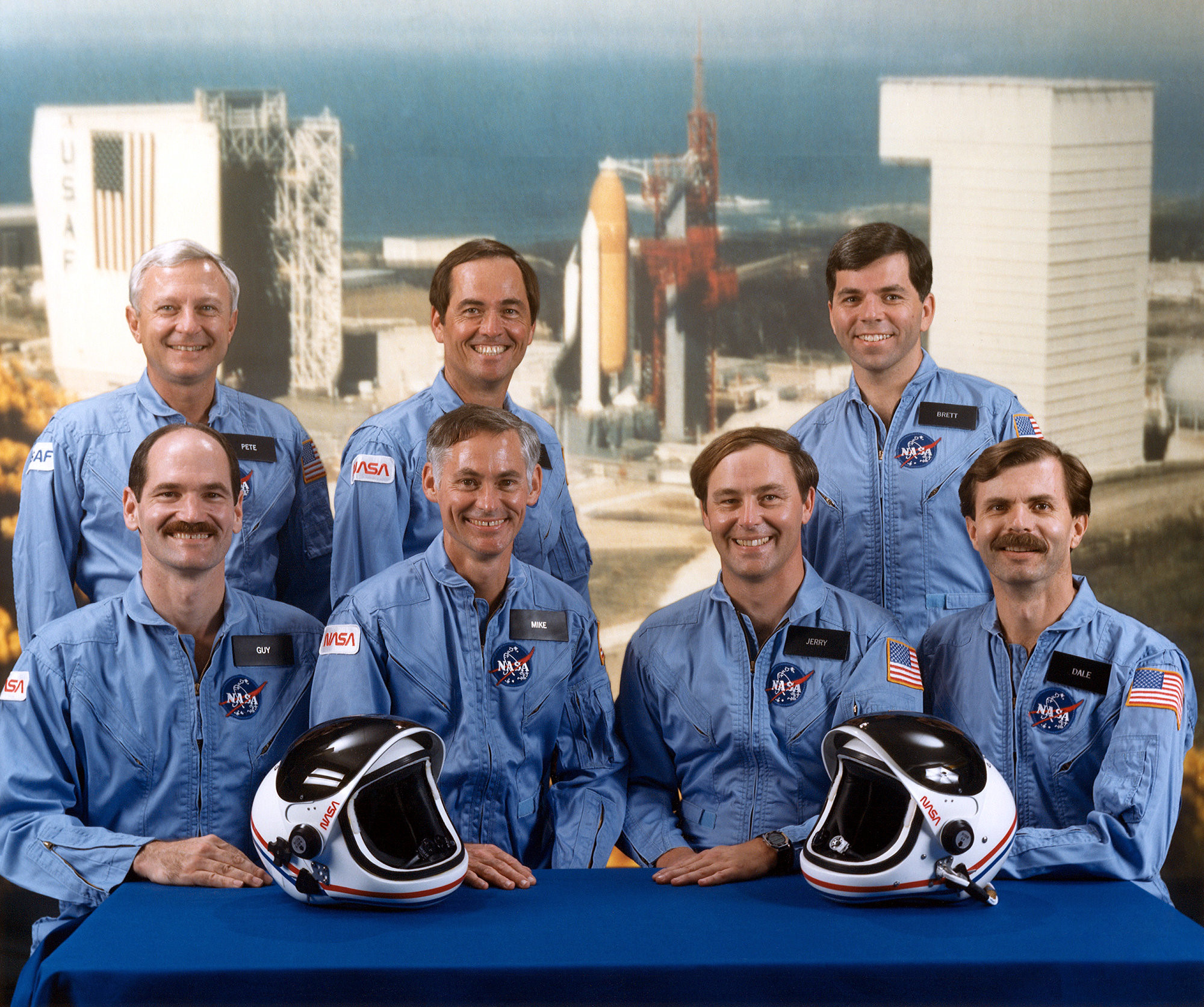
Imagem da tripulação

STS-62-A seria uma missão da NASA realizada pelo ônibus espacial Discovery. O lançamento estava previsto para julho de 1986 seria a primeira decolagem de um vaivém espacial a partir da Base da Força Aérea de Vandenberg. Contudo, foi cancelada após o desastre do Challenger.

## Tripulação
- Comandante: Robert Crippen
- Piloto: Guy Gardner
- Especialista de Missão 1: Richard Mullane
- Especialista de Missão 2: Jerry Ross
- Especialista de Missão 3:Dale Gardner
- Engenheiro Militar Espacial 1: Edward C. Aldridge Jr.
- Engenheiro Militar Espacial 2: Brett Watterson

## Tripulação Reserva
- Engenheiro Militar Espacial 1: Randy Thomas Odle

## Objetivos
Missão planejada para o Departamento de Defesa. Seria o primeiro lançamento a partir da Base da Força Aérea em Vandenberg. Após o desastre da Challenger as missões a partir da Califórnia foram cancelados e a base nunca foi utilizada para um lançamento de ônibus espacial.

## Referência
1. ↑  «Space Shuttle shedule 1986». Flight International. Consultado em 28 de Fevereiro de 2008